# 不動產市場管理局
不動產市場管理局（阿拉伯语：‎，又譯房地產管理局），是沙烏地阿拉伯政府於2017年成立的機構，負責不動產業相關規範的制定、獎勵投資和消費者保護，並定期發布不動產市場指標以提高市場透明度。

## 組織架構
不動產市場管理局總部位於首都利雅德，在財務和行政方面獨立運作。機構由董事會管理，董事會主席由住房部部長兼任。